# Datos sucios
Datos sucios, también conocidos como datos pícaros, son datos erróneos o incompletos, especialmente cuando están en un sistema de ordenadores o en un base de datos.
Datos sucios pueden contener fallos en el deletreo o en los signos de puntuación, datos incorrectos, datos relacionados con un campo, datos incompletos o obsoletos, o datos que han sido duplicados en el base de datos. Se puede limpiarlos en un proceso conocido como limpieza de datos.